# Campeonato Mundial de Esquí Acrobático de 2001
El VIII Campeonato Mundial de Esquí Acrobático se celebró en la localidad de Whistler (Canadá) entre el 16 y el 21 de enero de 2001 bajo la organización de la Federación Internacional de Esquí (FIS) y la Asociación Canadiense de Deportes de Nieve.

## Medallistas

### Masculino
| Evento                     | Oro                            | Plata                                | Bronce                     |
| -------------------------- | ------------------------------ | ------------------------------------ | -------------------------- |
| Baches (19.01)             | Mikko Ronkainen · Finlandia ·  | Pierre-Alexandre Rousseau · Canadá · | Stéphane Rochon · Canadá · |
| Baches en paralelo (21.01) | Stéphane Yonnet Francia        | Patrik Sundberg · Suecia             | Johann Grégoire Francia    |
| Salto aéreo (20.01)        | Alexei Grishin · Bielorrusia · | Dmitri Dashchinski · Bielorrusia ·   | Joe Pack Estados Unidos    |

### Femenino
| Evento                     | Oro                       | Plata                      | Bronce                   |
| -------------------------- | ------------------------- | -------------------------- | ------------------------ |
| Baches (19.01)             | Kari Traa · Noruega ·     | Maria Despas Australia     | Aiko Uemura Japón        |
| Baches en paralelo (21.01) | Kari Traa · Noruega       | Corinne Bodmer · Suiza     | Tami Bradley · Canadá    |
| Salto aéreo (20.01)        | Veronika Bauer · Canadá · | Michèle Rohrbach · Suiza · | Deidra Dionne · Canadá · |

## Medallero
| Núm. | País           | Oro | Plata | Bronce | Total |
| ---- | -------------- | --- | ----- | ------ | ----- |
| 1    | Noruega        | 2   | 0     | 0      | 2     |
| 2    | Canadá         | 1   | 1     | 3      | 5     |
| 3    | Bielorrusia    | 1   | 1     | 0      | 2     |
| 4    | Francia        | 1   | 0     | 1      | 2     |
| 5    | Finlandia      | 1   | 0     | 0      | 1     |
| 6    | Suiza          | 0   | 2     | 0      | 2     |
| 7    | Australia      | 0   | 1     | 0      | 1     |
| 7    | Suecia         | 0   | 1     | 0      | 1     |
| 9    | Estados Unidos | 0   | 0     | 1      | 1     |
| 9    | Japón          | 0   | 0     | 1      | 1     |
|      | TOTAL          | 6   | 6     | 6      | 18    |